# Sites d'émission de la Croix de Guizay
Le site d'émission de la Croix de Guizay, se trouvant au sud de Saint-Étienne, dans le département de la Loire, est un lieu où se situe les principaux émetteurs de télévision et de radio FM pour l'agglomération stéphanoise. Il se compose d'un pylône géré par Towercast permettant la diffusion de 16 radios FM et d'un autre site de diffusion géré par TDF qui diffuse 10 radios FM, la télévision numérique et des ondes de téléphonie mobile. Ils se trouvent entre les communes de Planfoy et de La Ricamarie.

## PylôneTowercast

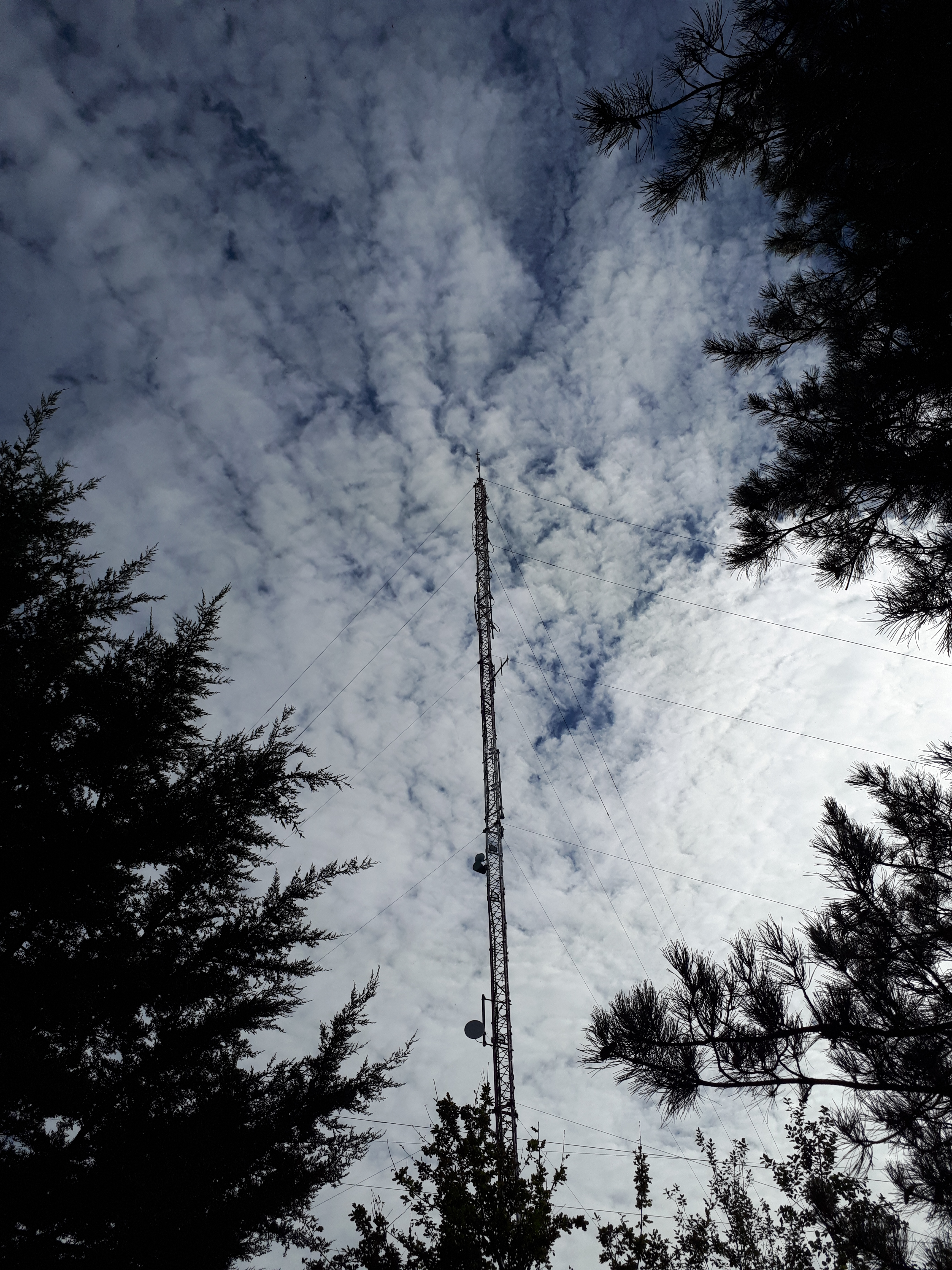
Pylône Towercast

Le pylône géré par l'opérateur Towercast est situé près de La Ricamarie, au lieu-dit "Fond de l'Écuelle". Il mesure 67 mètres de haut. Comme cité précédemment, ce pylône n'est concerné que par la radio FM. Il possède aussi des récepteurs FH captant le signal studio de quelques stations locales lors des décrochages.

### Liste des radios diffusées[1]
| Fréquence | Station                 | Catégorie      | Puissance | Code RDS (PS) | Depuis |
| --------- | ----------------------- | -------------- | --------- | ------------- | ------ |
| 88.0      | Mouv'                   | Radio publique | 2 kW      | __Mouv'_      | 2011   |
| 89.1      | France Culture          | Radio publique | 2 kW      | _CULTURE      | 2011   |
| 90.0      | Activ Radio             | B              | 2 kW      | __ACTIV_      | 2005   |
| 91.3      | Radio Scoop             | B              | 1 kW      | _SCOOP__      | 1998   |
| 91.7      | Radio Nova              | D              | 2 kW      | __NOVA__      | 2011   |
| 92.7      | France Musique          | Radio publique | 2 kW      | _MUSIQUE      | 2011   |
| 93.1      | Nostalgie               | D              | 2 kW      | NOSTALGI      | 1988   |
| 94.3      | Beur FM                 | D              | 2 kW      | BEUR_FM_      | 1996   |
| 94.7      | RCF Saint-Étienne       | A              | 2 kW      | RCF_42__      | 1990   |
| 95.9      | Chérie FM Loire         | C              | 2 kW      | _CHERIE_      | 1992   |
| 97.1      | Ici Saint-Étienne Loire | Radio publique | 2 kW      | ICISTETI      | 2011   |
| 99.5      | France Inter            | Radio publique | 2 kW      | __INTER_      | 2011   |
| 101.3     | Rire et Chansons        | D              | 2 kW      | _RIRE_&_      | 1996   |
| 102.8     | NRJ Loire               | C              | 2 kW      | __NRJ___      | 1988   |
| 105.6     | France Info             | Radio publique | 2 kW      | __INFO__      | 1996   |
| 106.5     | Skyrock                 | D              | 2 kW      | SKYROCK_      | 1993   |

## AntenneTDF

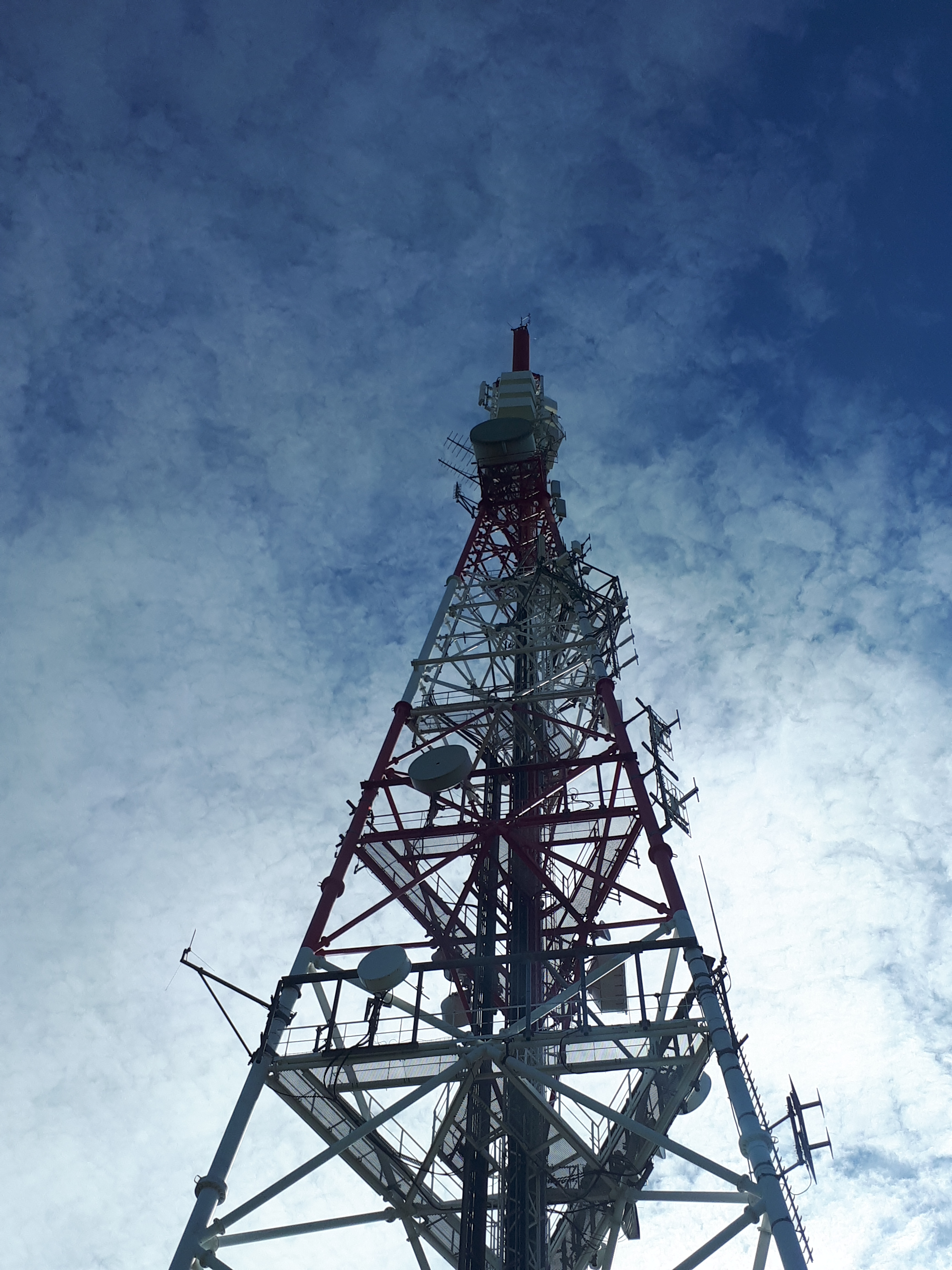
Antenne TDF

Le site détenu par l'opérateur Télédiffusion de France est situé sur le chemin de l'Antenne à Planfoy. Il est le plus complet car il comporte :
- Les émetteurs de télévision numérique pour les 7 multiplexes de la TNT.
- 10 émetteurs pour des radios FM sur l'agglomération stéphanoise.
- Des relais de téléphonie mobile pour SFR et Free.
- Des relais servant à des transmissions en faisceau hertzien.

Le pylône servant à la télévision, la radio, les relais de Free et de quelques FH mesure 110 mètres de haut. Celle concernant le faisceau hertzien d'Orange est lui haut de 42 mètres.

### Liste des radios diffusées[2]
| Fréquence | Station                     | Catégorie | Puissance | Code RDS (PS) | Depuis |
| --------- | --------------------------- | --------- | --------- | ------------- | ------ |
| 93.9      | Radio Espérance             | A         | 1 kW      | ESPERANC      | 1991   |
| 95.1      | Radio Classique             | D         | 2 kW      | CLASSIQ_      | 1996   |
| 96.3      | Fun Radio                   | D         | 2 kW      | ___FUN__      | 1993   |
| 97.8      | Europe 2                    | D         | 2 kW      | EUROPE_2      | 1996   |
| 100.5     | RTL2                        | D         | 2 kW      | __RTL2__      | 1992   |
| 102.4     | Radio Soleil (plus diffusé) | A         | 500 W     | Pas de PS     | 1996   |
| 104.4     | RMC                         | E         | 1 kW      | _RMC____      | 1996   |
| 104.8     | Europe 1                    | E         | 2 kW      | EUROPE_1      | 1996   |
| 105.2     | RTL                         | E         | 2 kW      | __RTL___      | 1996   |
| 107.1     | RFM                         | D         | 2 kW      | _RFM____      | 1996   |

### Télévision

#### Télévision analogique
Le 22 septembre 2010, Canal+ cesse d'émettre dans la région Rhône-Alpes en analogique. Le 15 juin 2011, c'est au tour des autres chaînes.
| Chaîne                                        | Canal | Puissance (PAR) |
| --------------------------------------------- | ----- | --------------- |
| TF1                                           | 35H   | 5 kW            |
| France 2                                      | 30H   | 5 kW            |
| France 3 Saint-Étienne                        | 33H   | 5 kW            |
| Canal+                                        | 38H   | 12 kW           |
| France 5 (de 3 h à 19 h) Arte (de 19 h à 3 h) | 65H   | 10 kW           |
| M6                                            | 55H   | 10 kW           |

#### Télévision numérique

##### Tableau des canaux, puissances et diffuseurs
| Multiplex | Canaux | Puissances (PAR) | Diffuseur |
| --------- | ------ | ---------------- | --------- |
| R1        | 38H    | 1 kW             | TowerCast |
| R2        | 44H    | 830 W            | TDF       |
| R3        | 41H    | 1 kW             | TDF       |
| R4        | 40H    | 1 kW             | TowerCast |
| R6        | 46H    | 1 kW             | TowerCast |
| R7        | 23H    | 1 kW             | TowerCast |
| R9        | 36H    | 1 kW             | TDF       |

##### Composition des multiplexes[6]
| Multiplex R1 | Multiplex R1           |
| LCN          | Nom de la chaîne       |
| ------------ | ---------------------- |
| 2            | France 2               |
| 3            | France 3 Saint-Étienne |
| 4            | France 4               |
| 16           | France Info            |
| 31           | TL7                    |

| Multiplex R2 | Multiplex R2                        |
| LCN          | Nom de la chaîne                    |
| ------------ | ----------------------------------- |
| 12           | Gulli                               |
| 13           | BFM TV                              |
| 14           | CNews                               |
| 17           | CStar                               |
| 18           | T18                                 |
| 19           | Novo 19 (à partir du 1er septembre) |

| Multiplex R4 | Multiplex R4     |
| LCN          | Nom de la chaîne |
| ------------ | ---------------- |
| 5            | France 5         |
| 6            | M6               |
| 7            | Arte             |
| 9            | W9               |
| 22           | 6ter             |
| 26           | Paris Première   |

| Multiplex R6 | Multiplex R6     |
| LCN          | Nom de la chaîne |
| ------------ | ---------------- |
| 1            | TF1              |
| 8            | LCP              |
| 10           | TMC              |
| 11           | TFX              |
| 15           | NRJ 12           |

| Multiplex R7 | Multiplex R7     |
| LCN          | Nom de la chaîne |
| ------------ | ---------------- |
| 20           | TF1 Séries Films |
| 21           | L'Équipe         |
| 23           | RMC Story        |
| 24           | RMC Découverte   |
| 25           | Chérie 25        |

| Multiplex R9 | Multiplex R9     |
| LCN          | Nom de la chaîne |
| ------------ | ---------------- |
| 52           | France 2 UHD     |

### Téléphonie mobileet autres transmissions[8]
| Opérateur | 2G  | 3G  | 4G  | FH  | Relais                 |
| --------- | --- | --- | --- | --- | ---------------------- |
| SFR       | Oui | Non | Non | Oui | Sur le bâtiment        |
| Free      | Non | Oui | Oui | Oui | Sur la tour hertzienne |

- TDF : faisceau hertzien
- Towercast : faisceau hertzien
- Orange : faisceau hertzien
- Bouygues Telecom : faisceau hertzien

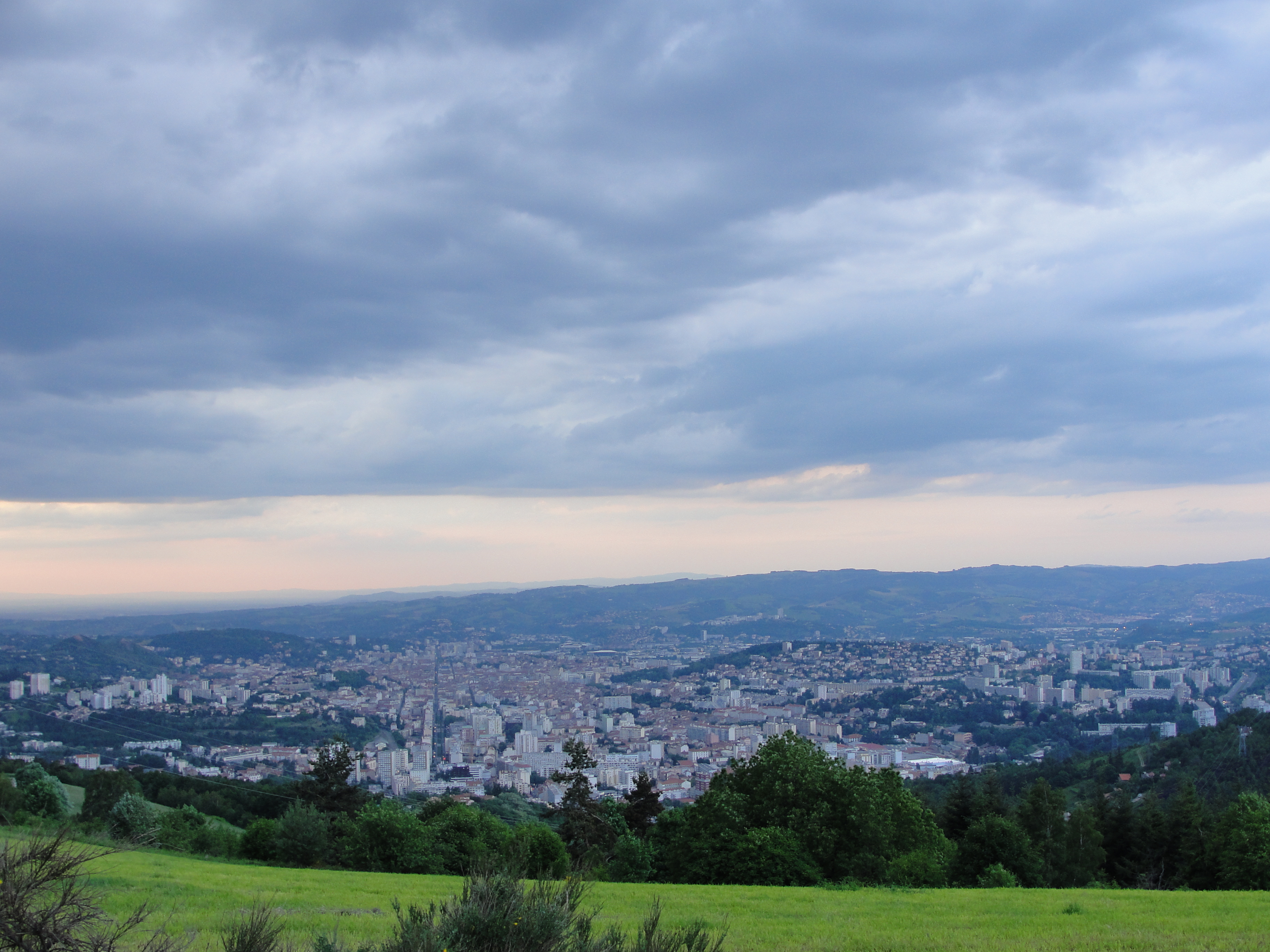
Agglomération stéphanoise en fin de printemps, à la tombée du jour. Vue sud-nord depuis l'émetteur de la Croix de Guizay, sur le chemin de l'Antenne.
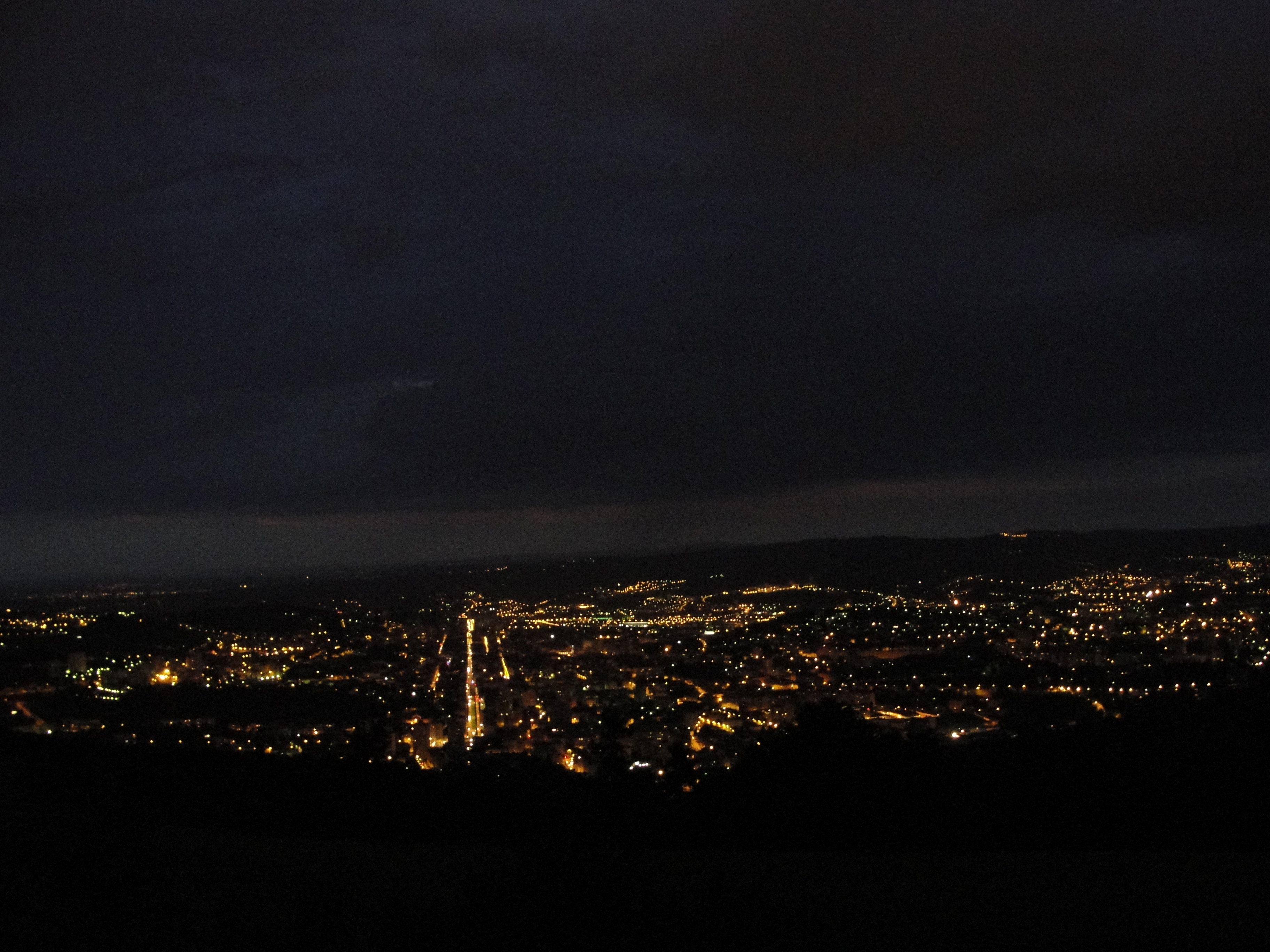
Agglomération stéphanoise de nuit. Vue sud-nord depuis l'émetteur de la Croix de Guizay, sur le chemin de l'Antenne.
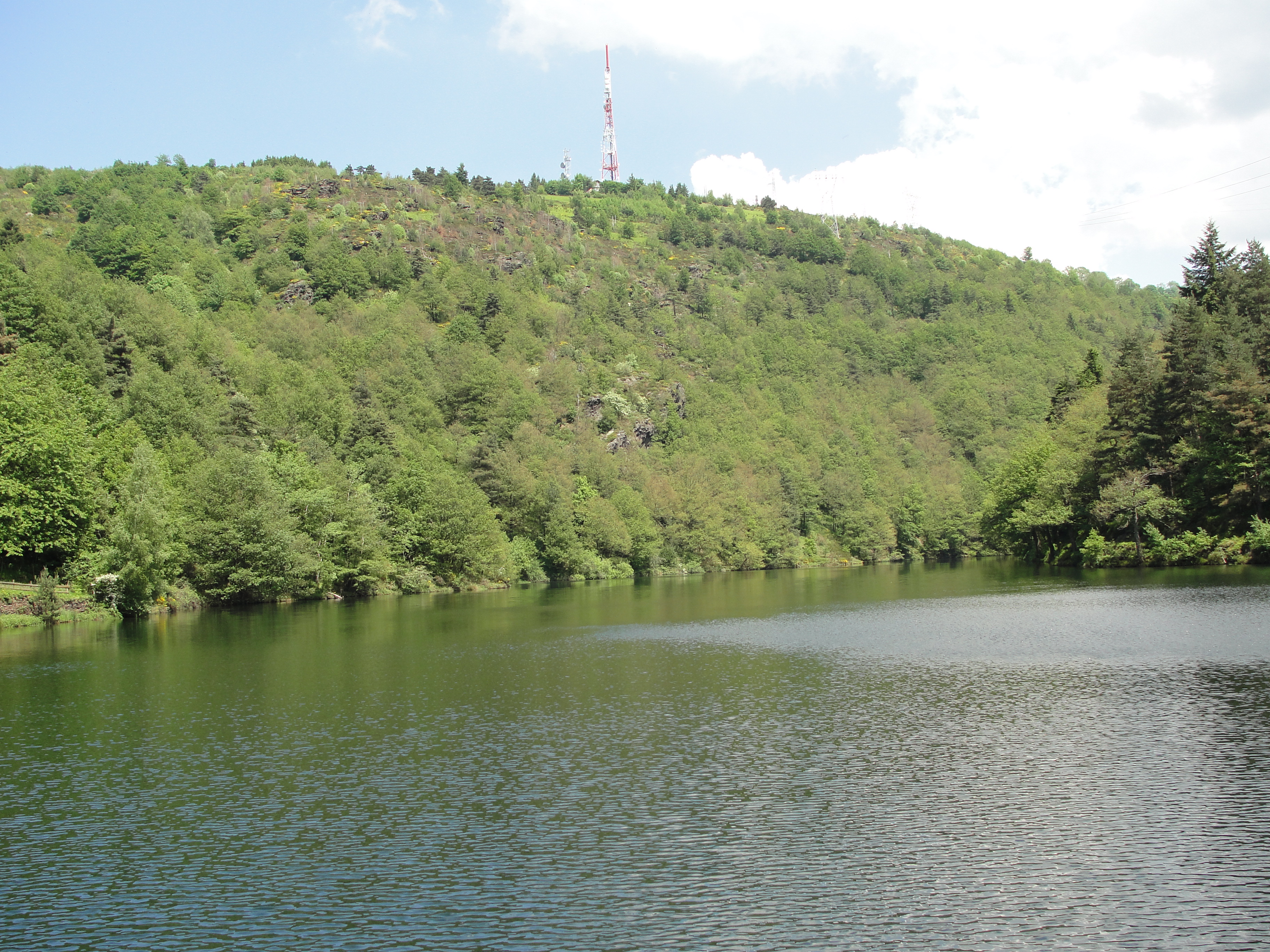
La retenue du barrage de l'Ondenon et le pylône TDF de la Croix de Guizay en arrière-plan

### Photos
- Photos sur tvignaud. (consulté le 14 avril 2017).
- Paraboles
- Pylône principal TDF (1)
- Pylône principal TDF (2)
- Autres pylônes (1)
- Autres pylônes (2)